# Мюррей, Энди (тренер)
Энди Мюррей (англ. Andy Murray; род. 3 марта 1951) — канадский хоккейный тренер.
Он бывший главный тренер команд «Лос-Анджелес Кингз» и «Сент-Луис Блюз» в Национальной хоккейной лиге.
У Мюррея 20-летний опыт работы в НХЛ в качестве помощника и главного тренера. Он также тренировал команды колледжей и университетов, низших лигах Северной Америки и профессиональных лигах Европы.
В качестве тренера сборной Канады он завоевал три золотые медали на чемпионатах мира по хоккею с шайбой в 1997, 2003 и 2007 годах, став первым канадским тренером с подобным достижением. На чемпионате мира 2010 года выступал консультантом сборной Швейцарии.
Мюррей также работал ассистентом тренера сборной Канады Марка Кроуфорда на Олимпийских играх 1998 года в Нагано.
Энди Мюррей был введён в Зал славы ИИХФ в 2012 году.
Все трое детей Энди и его жены Рут, два сына и дочь, стали хоккеистами.